# Nuclear Apartheid: The Quest for American Atomic Supremacy from World War II to the Present
Nuclear Apartheid: The Quest for American Atomic Supremacy from World War II to the Present es una obra del autor Shane J. Maddock , publicada en 2010 a través de la Universidad de Carolina del Norte.

## Objetivo del autor
A lo largo del libro, se explica como la política exterior de Estados Unidos estableció las reglas mundiales para el uso y manejo de las armas nucleares desde su creación, de tal manera que este país se convirtió en el líder global. Basado en hechos como la crisis de los misiles, la Guerra Fría, entre otros, se analiza las directrices geopolíticas y el contexto histórico en el que hubo una serie de confrontaciones entre las potencias mundiales por el manejo de las armas nucleares. Al final, una elite es la encargada de dimensionar quienes pueden hacer uso de este tipo de armas.
Básicamente, el objetivo es analizar cómo la política nuclear estadounidense, basada en creencias ideológicas mal enfocadas, ha gestionado no voluntariamente la senda para un sistema internacional de desarrollo nuclear insostenible, socavando dramáticamente la meta de la contención nuclear, a la par de disminuir la influencia y poder estadounidense en el mundo.

## Apartheid Nuclear
Luego de la Segunda Guerra Mundial, una élite atómica nació en el territorio no comunista. Washington estaba en la zona alta del escalafón, seguido en el tiempo por sus aliados de la OTAN y posteriormente Israel, de tal manera que el mundo poscolonial quedó completamente excluido. 
Tomando fuentes desclasificados de Estados Unidos y archivos internacionales, Shane Maddock realizó este estudio integral del apartheid nuclear, analizando y proveyendo su punto de vista ideológico que surte la desigualdad atómica e instauró los Estados Unidos como mayoría de la energía nuclear legítima. Desde el descubrimiento de la fisión en 1939 y finalizando en la política nuclear de George W. Bush, teniendo en cuenta, su preocupación por el eje del mal, Maddock expone los pilares ideológicos de la política nuclear, una teoría basada en el excepcionalismo americano, los deseos irracionales sobre el poder de la tecnología, y los estereotipos raciales y de género. El producto no intencionado de la exclusión nuclear de países como Corea del Norte, Pakistán e Irán se acercan cada vez a una rebelión.

## Contexto en el que se desarrolla la obra
Durante los años 80, 90 y 2000, se produjeron una serie de cambios en el orden político y económico mundial que indiscutiblemente han dejado desenlaces en el resto del planeta. Entre ellos, puede describirse el desmembramiento de la URSS con el prosiguiente declive del sistema socialista, la iniciación de la expansión y dominio del sistema capitalista y el nacimiento de un nuevo escenario macroeconómico y político en virtud al auge del comercio internacional. De esta manera, los hechos económicos registrados comenzarían a ocasionar consecuencias en otras partes, sin importar la vecindad o alejamiento geográfico, gracias a una mayor fluidez en las relaciones entre países....

## Apartheid Nuclear como forma de poder imperial
El desarrollo de las capacidades militares de Estados Unidos fueron las que le permitieron desarrollar esa relación de aliados, que inicialmente eran iguales, luego se transformó en una potencia dominante con capacidad para dominar a los antiguos aliados que ahora se han convertido en súbditos, siendo así, de acuerdo a la tesis de Susan Strange, una de las fuentes de poder imperial está basada en el poderío militar del país y la forma de liderazgo que éste tenga con sus aliados, a la par de la forma en como éste ejerza su poder y dominación. En otras palabras, se trata de la forma en como una unidad política (imperio) ha logrado acumular una serie de recursos que le da preeminencia dentro de los aliados, casi súbditos.

## Contenido de la obra
- Capítulo 1 The Ideal Number of Nuclear Weapons States Is One: Nuclear Nonproliferation and the Quest for American Atomic Supremacy:

En este capítulo el autor explica como el apartheid nuclear es un tema central y demuestra su impacto en la política nuclear de Estados Unidos y el extranjero, a través del análisis sobre el manejo de las armas nucleares, además, de como los Estados Unidos desde una perspectiva ideológico-política define la política nuclear a nivel mundial, en un escenario en que nutrió la desigualdad atómica y se estableció así misma como la potencia nuclear más legítima. Incluso narra como algunos de los líderes estadounidenses sinceramente que deseaban frenar la proliferación de armas nucleares no podían liberarse de las presunciones de superioridad nacional que fomenta la discriminación nuclear. Se prevé a los Estados Unidos manipulando la política nuclear como si estuviera fuera de las restricciones normales de un sistema mundial, es decir, USA pone las reglas y los demás miembros obedecen, usando argumentos para disuadir a otros países que adquieran armas nucleares, por ejemplo. 
- Capítulo 2 Too Stupid Even for the Funny Papers: The Myth of the American Atomic Monopoly, 1939–1945:

El capítulo narra como en septiembre de 1945, el físico nuclear James Franck, advirtió el presidente Harry S. Truman que "la idea de que existe una fórmula secreta (de la bomba atómica) que puede ser guardada en su totalidad debe ser “desechada” por ser demasiado estúpido incluso para las películas y las tiras cómicas, siendo así, el presidente ignoró esta advertencia y pronto se comprometió públicamente que Estados Unidos mantendría su atómica monopolio como un deber sagrado hasta que la cooperación mundial para la paz se haya logrado en un estado de perfección. Los líderes estadounidenses ignoraron parcialmente las advertencias de los científicos atómicos. Debajo de sus iniciativas políticas arrogantes y pronunciamientos públicos sugirieron poner una fe profundamente arraigada en Estados Unidos y su destreza tecnológica.
- Capítulo 3 Winning Weapons: A-Bombs, H-Bombs, and International Control, 1946–1953:

El capítulo narra cómo en 1946, Harry Truman juró que Estados Unidos no “tirar a la basura nuestra arma hasta que estemos seguros que el resto del mundo no puede armarse en contra de nosotros". A finales 1945, muchos funcionarios del gobierno habían abrazado la creencia de que las armas de Truman en lugar de los tratados garantizarse la seguridad de Estados Unidos. No hicieron ningún pretexto de compartir Know-how americano con el resto del mundo. 
, entre ellos el secretario de Estado Byrnes, también deseaba preservar el monopolio atómico pero temido que el creciente coro de voces instando a control internacional de las atómica energía podría funcionar a la ventaja soviética. 
- Capítulo 4 The President in the Gray Flannel Suit: Conformity, Technological Utopianism, and Nonproliferation, 1953–1956:

El capítulo narra como muchos funcionarios de la administración vieron la proliferación de armas nucleares como inevitable. También vieron las armas nucleares como el único garante de la seguridad de Estados Unidos y soluciones tecnológicas buscadas tanto para los desafíos de la seguridad y de propaganda nacional. El deseo de Eisenhower para controlar las armas nucleares hizo inspirar a varios estudios sobre la no proliferación medidas a partir de 1953 a 1956. Sin embargo, debido a que el presidente se negó a imponer su puntos de vista sobre una burocracia resistente, estas críticas hicieron poco para alterar administración política. Como presidente, él combinó esta experiencia con la adhesión al pensador militar alemán Carl von Teorías de Clausewitz sobre la interconexión de la guerra y la política. Pero Cláusula de witz ofrecido una brújula confusa para la era nuclear. Eisenhower temía que si él sostenía el alto nivel de los gastos de defensa heredado de Truman, dañaría la economía estadounidense. Una política militar basada principalmente en disuasión nuclear ofreció un medio factible para reducir el gasto en defensa, mientras que asegurar suficiente fuerza de choque para disuadir la agresión soviética. 
- Capítulo 5 Seeking a Silver Bullet: Nonproliferation, the Test Ban, and Nuclear Sharing, 1957–1960:

El capítulo explica como en abril de 1957, Dwight D. Eisenhower afirmó que los soviéticos tenían más ganar con la prevención de la proliferación de armas atómicas para cuarto países que nosotros también. Esta creencia forma de la política estadounidense en todo el segundo mandato de Eisenhower. Los Estados Unidos trataron de controlar, no impide, la proliferación dentro de la Alianza occidental, la elección de qué países adquirió armas nucleares y hacer depender los aliados en la tecnología americana y datos. Eisenhower valoró la solidaridad de la OTAN en relación con la no proliferación y aparece una voluntad de atenuar la hegemonía nuclear con el fin de fortalecer su dominancia dentro de la alianza. Apostó a que los temores soviéticos de difusión nuclear haría a Moscú flexible en las negociaciones de control de armas. Protestas en todo el mundo contra las pruebas atmosféricas ayudaron a elevar la prohibición de los ensayos como principal objetivo el control de armas de Eisenhower. Durante las conversaciones de desarme,  Estados Unidos sondeó voluntad soviética a conceder en la verificación y la inspección, a cambio de un acuerdo de no proliferación. Ambos objetivos fracasaron en EE. UU. por discordia burocrática. Sobre el control en la administración de Eisenhower se decidió que el intercambio de tecnología nuclear y de datos sería saciar apetitos de las fuerzas nucleares nacionales de la alianza occidental. 
- Capítulo 6 Tests and Toughness: KENNEDY ’s False Start on the Proliferation Question, 1961–1962:

El capítulo narra como John F. Kennedy afirmó, se presentó como un humano de grandes virtudes. Como senador, Kennedy exhortó a los políticos a que valientemente resistieran a la presión popular de compromisos con su "ética", "integridad" y "moralidad", esto en relación con la política de armas nucleares.  Durante su campaña para la presidencia, Kennedy invocó sus ejemplos virtuosos, que retrata a sí mismo como un héroe de guerra y un líder inflexible. En la práctica, KENNEDY resultó mucho más en sintonía con sus fortunas electorales que a sus convicciones privadas. Mientras que el senador, tenía advertido un holocausto nuclear que se inició por razones irracionales. Los soviéticos también esperaban impedir a China, así como a Alemania Occidental, el acceso a las armas nucleares. Sin embargo, Kennedy y Jruschov enfrentaron críticos internos, especialmente en sus propios establecimientos de defensa, que no apoyaron un modus vivendi para contener la proliferación. No dispuesto a sacrificar a su posición política para un acuerdo con Moscú, Kennedy recurrió a falso machismo y unas posiciones tradicionales de resistencia política, incluyendo una acumulación militar masiva, y retomó las pruebas nucleares, para socavar sus metas de control de armas. 
- Capítulo 7 Too Big to Spank: KENNEDY, Nuclear Hegemony, and the Limited Test Ban Treaty, 1962–1963:

El capítulo analiza como después de convertirse en presidente, Kennedy buscó pero no logró alcanzar un tratado de no proliferación a causa de la Guerra Fría. En 1962, la proliferación nuclear se cernía como un poderoso símbolo de la disminución la hegemonía de superpotencia. El mundo ya no era nuclear bilateral. El primer ministro soviético Nikita Jruschov se resistió en gran medida los esfuerzos estadounidenses para aliarse contra los chinos al programa nuclear porque todavía deseaba cerrar la brecha en el mundo comunista. No obstante, un acuerdo de no proliferación parecía una posibilidad real a finales de 1962, ya que, a raíz de la crisis de los misiles de Cuba, tanto Kennedy y Khrushchev temían las consecuencias de la anarquía nuclear. Pero la resistencia de Inglaterra, Francia y Alemania Occidental impidieron un acuerdo de no proliferación y una prohibición completa de los ensayos.
- Capítulo 8 Hunting for Easter Eggs: LBJ, NATO, and Nonproliferation, 1963–1965:

El capítulo narra como Lyndon B. Johnson dijo a un funcionario soviético que cuando se trataba de control de armas, Moscú y Washington eran como los niños a la caza de huevos de Pascua. Pero el presidente a menudo olvidaba que otros niños también tenían que unirse a la caza. A finales de 1963, las superpotencias habían perdido influencia sobre sus respectivas alianzas y la Asamblea General de la ONU. En este sistema mundo cambiante, las armas nucleares siguen siendo una importante en relación con el estatus internacional. Washington temía la proliferación incontrolada de las armas dentro de la OTAN. Mientras que la fuerza nuclear de la OTAN seguía siendo una posibilidad, un acuerdo de no proliferación de Estados Unidos y la Unión Soviética resultó imposible. Sin embargo, dicho pacto ofrecía la mejor esperanza de contener la propagación de las armas nucleares en América América, África y Asia.
- Capítulo 9 A Treaty to Castrate the Impotent: Codifying Nuclear Apartheid, 1965–1970:

Este capítulo narra como la ira de Johnson después de que el gobierno de Bonn se quejara de la complicidad atómica de las superpotencias en la negociación de un tratado de no proliferación. Durante sus primeros años en el cargo, que había sido extremadamente sensible a la Alemania, debido a los intereses de seguridad y otros aliados, lo cual permitió que las negociaciones de no proliferación se formaran por la política de alianzas más que por rivalidad entre las superpotencias. Moscú y Washington habían llegado a la conclusión sobre la importancia de la no proliferación de armas nucleares, especialmente con respecto a Alemania Occidental y las naciones no occidentales. Naciones recién descolonizados, sin embargo, se opusieron a este sistema de Apartheid armas nucleares, exigiendo que Moscú y Washington cortaran sus arsenales nucleares para compensar el sacrificio de las naciones no nucleares. 
- Capítulo 10 The Legacy of Nuclear Apartheid:

El capítulo expone cómo durante la década de 1960, los líderes mundiales advirtieron sobre la proliferación de armas nucleares. Siendo así, los términos del acuerdo sobre Armas Nucleares dejó programas incipientes sin desarrollar en numerosos países, incluyendo a Israel, India y Sudáfrica, que prevé el uso de la amenaza de ir nuclear como palanca en las luchas de poder regionales. Dos reconocidas potencias nucleares, como Francia y la República Popular China, se negaron a firmar el tratado y continuaron proveyendo combustible del reactor a las naciones no nucleares. Los presidentes de Estados Unidos desde la década de 1970 a principios del siglo XXI enfocaron la política externa ante la pregunta de si se debe coaccionar o iniciar negociaciones para eliminar características discriminatorias del tratado. Nuevos países se unieron al tratado, sobre todo a raíz del colapso de la Unión Soviética en 1991, pero importante es destacar las excepciones que se realizaron, sobre todo Israel, India y Pakistán.